# Go-Sandžó
Go-Sandžó (3. září 1034 – 15. června 1073) byl v pořadí 71. japonským císařem. Vládl od roku 1068 do 18. ledna 1073. Jeho vlastní jméno bylo Takahito.
Go-Sandžó byl druhým synem císaře Go-Suzaka a císařovny Sadako. Vládcem země vycházejícího slunce se stal v roce 1068, ačkoliv to nebyl potomek předchozího vládce, předchozí císař Go-Reizei byl bezdětný a tak nejbližším příbuzným, který mohl nastoupit na trůn, byl právě princ Takahito, neboli císař Go-Sandžó. Se svým synem Sadahitem měl velmi chladné vztahy, proto bylo překvapením, když jej jmenoval korunním princem. Právě ve prospěch korunního prince v roce 1072 Go-Sandžó abdikoval, princ se stal císařem Širakawou. Go-Sandžó plánoval, že začne s tzv. klášterní vládou, ale o rok později zemřel na nemoc. V současné době se však předpokládá, že Go-Sandžó neabdikoval proto, že by potom chtěl pokračovat ve vládě, ale proto, že byl nemocný.

## Potomci
- princ Sadahito (císař Širakawa)
- princ Sukehito
- princezna Satoko
- princezna Tošiko
- princezna Jošiko
- princezna Acuko

## Éry císařovy vlády
Císařova vláda se dělí na dvě éry:
- Jirjaku
- Enkjú

| Japonští císaři       | Japonští císaři     | Japonští císaři    |
| --------------------- | ------------------- | ------------------ |
| Předchůdce: Go-Reizei | 1068–1073 Go-Sandžó | Nástupce: Širakawa |